# 山村宏太
山村 宏太（やまむら こうた、1980年10月20日 - ）は、日本の元男子バレーボール選手、指導者である。

## 来歴
日本人選手としては数少ない身長2mを越えるプレーヤーで、アタッカー、ブロッカーとして活躍している。また、その身長からロシアの名前にちなみ、ヤマコフという愛称で親しまれている。キャッチコピーは『ヤマコフ205』。元々は齋藤信治の「ノブコフ205」からもじったものである。2009年時点では、現役Vリーグ選手最長身であった。
全日本男子チームの主将を、2013年に務めた。
2016年10月23日のVプレミアリーグ開幕戦に出場し、通算試合出場数が332試合となり男子の歴代一位となった。
2016/17シーズン、2017年5月の黒鷲旗大会をもって勇退。引退後はコーチに就任し、荻野正二監督の下で活動。
2020年に監督に就任した。監督就任1シーズン目となる2020-21シーズンに、チームを14シーズンぶりのリーグ優勝に導き、自身も優秀監督賞を受賞した。2021-22シーズンもリーグ優勝に導き連覇を達成した。2024年に勇退。

## 人物
- 自身がサントリーサンバーズの監督になった後、多機能な若手選手が育っている現状について、「バレーボールIQが高くなっていると感じている」と高校バレーのレベルが上がっている現状に目を見張った。提案として、「色々なポジションを経験して欲しい」とも話している[13]。山村が若手の励みをリスペクトする姿勢に大塚達宣とエバデダン・ラリー[注釈 1]は感激していて、V1で対戦した後、目に涙を浮かべながら「ありがとうございました。楽しかったです」と山村に挨拶した[14]。

## 球歴
- 全日本代表 - 2002年-2013年
  - オリンピック - 2008年
  - 世界選手権 - 2006年、2010年
  - ワールドカップ - 2007年、2011年

## 受賞歴
- 2008年 - 2007-08 Vプレミアリーグ ベスト6
- 2009年 - 2008-09 Vプレミアリーグ アタック賞、ベスト6
- 2013年 - 第62回黒鷲旗全日本バレーボール選手権大会 ベスト6
- 2021年 - 2020-21 V.LEAGUE DIVISION1 MEN 優勝監督賞、松平康隆賞
- 2022年 - 2021-22 V.LEAGUE DIVISION1 MEN 優勝監督賞、松平康隆賞
- 2024年 - 2023-24 V.LEAGUE DIVISION1 MEN 優勝監督賞、松平康隆賞

## 所属チーム

### 選手
- 錦城高等学校
- 筑波大学
- サントリーサンバーズ（2003-2017年）

### 指導者
- サントリーサンバーズ
  - コーチ（2017-2020年）
  - 監督（2020-2024年）